# Laelia atestacea
Laelia atestacea är en fjärilsart som beskrevs av George Francis Hampson 1893. 
Laelia atestacea ingår i släktet Laelia och familjen tofsspinnare. Inga underarter finns listade i Catalogue of Life.